# Vanucizumab
Il vanucizumab (RG7221 secondo la Denominazione Comune Internazionale) è un anticorpo monoclonale umanizzato; prodotto dalle case farmaceutiche Genentech e Hoffmann-La Roche, è impiegato nella terapia di alcune neoplasie in virtù della sua capacità di inibire l'angiogenesi tumorale. Tale effetto inibitorio è dato dal legame tra l'anticorpo e due proteine: l'angiopoietina II (a cui si associa un braccio dell'anticorpo) e il VEGF-A, ossia il fattore di crescita vascolare endoteliale A (a cui si associa l'altro braccio, la cui struttura deriva da quella del bevacizumab, altro anticorpo monoclonale).  Il vanucizumab è dunque un anticorpo bi-specifico, poiché possiede due diverse catene leggere e due diverse catene pesanti.